# 南砺市立福野中学校
南砺市立福野中学校（なんとしりつ ふくのちゅうがっこう）は、富山県南砺市福野にある公立中学校。通称は「福中」（ふくちゅう）。

## 概要
1947年（昭和22年）創立。校歌は、黒坂富治作曲、前田普羅作詞。校章は荒木政雄作で、梅の花を基調に、その中心部に「中学校」を示す中の字を組み合わせたものとなっている。ちなみに女子の制服の白線は白梅を表し、ネクタイの色は紅梅を表すものとなっている。

## 沿革

### 年表
出典→
- 1947年
  - 4月1日 - 1町3ヶ村（福野町・東石黒村・高瀬村・山野村）学校組合立福野中学校創立。
  - 4月19日 - 元呉羽工業株式会社寄宿舎（福野町100番地）を仮校舎として開校、同日校章制定。
- 1949年9月8日 - 第二期工事落成、新校舎移転（福野町二日町１番地）。
- 1950年8月14日 - 校旗樹立。
- 1951年8月29日 - 校歌制定。
- 1954年7月20日 - 東石黒村と町村合併により福野町外1町1ヶ村（井波町・高瀬村）学校組合立福野中学校と改称。
- 1954年7月10日 - 文部省産業教育研究校に指定される。[要出典]
- 1959年9月1日 - 福野町立福野中学校に校名変更。
- 1964年
  - 3月22日  - 中部小学校と校舎交換（現在地）。
  - 11月10日 - 校舎落成式挙行。
- 1966年9月6日 - 体育館改修工事竣工。
- 1972年3月16日 - 新体育館竣工。
- 1974年4月10日 - 特別教室棟竣工。
- 1980年3月6日 - 給食調理室、校舎改築竣工。
- 1984年10月20日 - 正面玄関、校長室改築竣工。
- 1986年3月10日 - 柔剣道場・ランチルーム竣工。
- 1987年3月14日 - 新校旗樹立。
- 1990年8月31日 - 大規模改装一年次（外装、上下水道工事）完了。
- 1991年8月31日 - 大規模改装二年次完成、グラウンド暗渠排水事完了。
- 1992年8月31日 - 大規模改装三年次完成（屋上防水、暖房給・排水工事完了）。
- 1993年
  - 3月25日 - 第二体育館完成。
  - 8月30日 - 大規模改装四年次完成（後館特別教室棟、第一体育館内部改装）。
  - 9月3日 - 屋外体育部室改築。
  - 12月1日 - 生徒昇降口及び前館特別教室棟増築竣工。
- 1995年4月17日 - グラウンド改修工事（第二期）完了。
- 2004年11月1日 - 市町村合併により、「福野町立福野中学校」から「南砺市立福野中学校」に学校名が変更される。
- 2012年9月28日 - 第一体育館耐震補強改修工事竣工。
- 2013年8月16日 - 8月23日 - 吹奏楽部がハンガリー・フラワーカーニバルに出場。
- 2014年
  - 3月13日 - A・B棟耐震補強等改修工事完了。
  - 10月7日 - C棟耐震補強等改修工事完了。
- 2015年3月5日 - 武道場・ランチルーム耐震補強改修工事完了、武道場横駐車場整備。
- 2018年11月7日 - 大谷科学賞を受賞。
- 2021年12月 - バックネット改修工事。
- 2024年1月 - グラウンド改修工事完了。

## 行事
- 9月 運動会
- 10月 学習発表会

## 部活動
運動部は、バスケットボール部、野球部、サッカー部、テニス部など、計15部。文化部には吹奏楽部、芸術部、家庭部がある。
運動部には個人戦で全国大会出場を決めている部もあり、吹奏楽部においては近年、全日本アンサンブルコンテスト全国大会、全日本吹奏楽コンクール全国大会出場や、中部日本吹奏楽コンクール本大会出場などの功績を残している。

## 交流校
- マウントテーバー中学校（アメリカ合衆国オレゴン州ポートランド）[2]

## 交通
JR城端線 福野駅より徒歩5分。

## 著名な出身者
- 大家健 - プロレスラー（ DDT所属））：1993年（平成5年）卒業
- 水戸健史 - プロバスケットボール選手（富山グラウジーズ所属）：2001年（平成13年）卒業